# Jaguar XJR-14
La Jaguar XJR-14 è una vettura da competizione Sport Prototipo progettato secondo le norme FIA Gruppo C classe Sport 3,5 litri per correre nel Campionato Mondiale Sport Prototipi 1991. Ha partecipato inoltre al campionato IMSA GTP nel 1992.

## Contesto
Sviluppata presso la struttura inglese TWR sotto la direzione tecnica dell'ingegnere Ross Brawn, questo prototipo è concepito in funzione del nuovo regolamento Gruppo C entrato in vigore nel 1991, che prevedeva l'adozione di motori atmosferici con cilindrata di 3.500 cm³ privi di restrizioni su consumi ed un peso minimo vettura di 750 kg.

## Caratteristiche tecniche

### Telaio e corpo vettura
La XJR-14 dispone di un telaio monoscocca realizzato in pannelli di alluminio a nido d'ape (honeycomb) rivestiti da fibra di carbonio, carrozzeria fibra di carbonio, le sospensioni di tipo indipendente hanno uno schema a doppi triangoli sovrapposti con puntoni diagonali (push rod) che azionano gli ammortizzatori con barre antirollio regolabili, lo sterzo a cremagliera è privo di servosterzo, l'impianto frenante è costituito da 4 dischi in carbonio, monta pneumatici Goodyear su cerchi Speedline da 17" di diametro all'anteriore e da 18" al posteriore.
L'abitacolo molto contenuto, motore pressoché identico a quello montato sulle Formula 1 del 1991 e aerodinamica sofisticata. La capacità massima del serbatoio di benzina è di 100 litri.

### Aerodinamica
L'elemento più interessante e innovativo del prototipo è senza dubbio la veste aerodinamica di nuova concezione rispetto alle precedenti vetture di Gruppo C, in particolare gli alettoni montati all'anteriore e al posteriore assieme al fondo estrattore.
Nel dettaglio, all'avantreno, vi è un alettone a due elementi posizionato a pochi centimetri da terra e incorporato sul musetto che consente di ottenere effetto suolo per le ruote direzionali; sul fondo vettura è stato ricavato un valente estrattore con effetto Venturi grazie anche alle dimensioni contenute del motore V8 Cosworth, al retrotreno si innalza un grande alettone biplano largo 2 metri eccessivamente prominente con paratie laterali che scendono fin sotto l'asse delle ruote, con una duplice funzione: l'ala posta più in basso assieme alle paratie laterali costituiscono un'estensione del diffusore aumentandone l'efficacia, mentre l'ala superiore investita dai flussi d'aria superiori serve a bilanciare il carico aerodinamico stabilizzando la vettura.
La combinazione di questi 3 elementi aerodinamici complementari consente alla Jaguar XJR-14 di ottenere un carico aerodinamico nettamente superiore ai valori della concorrenza, con un valore base di 2.667 kg di deportanza per 635 kg di resistenza sviluppati ad una velocità di 320 km/h, permettendo alla vettura di girare in pista mediamente 2-3 secondi al giro più veloce rispetto ai rivali. Per la stagione agonistica 1992, che vedeva la Jaguar impegnata nel Campionato IMSA GTP, venne sviluppata una veste aerodinamica più carica, premiante sui circuiti americani per la maggior parte lenti e tortuosi, con 3.538 kg di deportanza e 771 kg di resistenza, che comunque non rappresentavano il massimo sviluppo possibile, infatti per i tracciati cittadini molto lenti, configurando opportunamente la vettura, si potevano raggiungere valori stimati di oltre 4.500 kg sempre ad una velocità teorica di 320 km/h.
I tecnici e gli ingegneri delle altre squadre allarmati dalla supremazia della XJR-14, iniziano ad osservarne scrupolosamente l'aerodinamica per carpirne i segreti, diversi fotografi cercano di fotografare i dettagli del fondo vettura sempre celato da teli mentre si trova ai box. In seguito queste soluzioni vengono sperimentate in galleria del vento anche dalle altre squadre, la Peugeot è la prima ad adeguarsi schierando a metà stagione una 905 profondamente rivista e dotata di un'aerodinamica molto simile, che le consentirà di ritrovare competitività.

### Motore
Il motore è fornito dalla Ford (in quanto a quel tempo la Jaguar era stata acquistata dal gruppo automobilistico americano), si tratta di un V8 Cosworth HB con l'angolo tra le bancate è di 75°, lo stesso propulsore montato sulla contemporanea Benetton di F1 del 1991, la cilindrata è di 3.493 cm³ sviluppa oltre 650 CV ad un regime di 11.500 giri/min, è dotato di 4 valvole per cilindro a richiamo pneumatico; la trasmissione della potenza è affidata ad un cambio meccanico sequenziale a 6 rapporti realizzato in magnesio, la trazione è posteriore.

## Risultati sportivi
La Jaguar XJR-14 domina il campionato del mondo 1991 con diverse vittorie ottenendo sia il titolo costruttori che il titolo piloti, con l'italiano Teo Fabi. Alla 24 Ore di Le Mans 1991 partecipa solo alle qualifiche, per la gara invece la Jaguar preferisce schierare le vecchie XJR-12 ritenute più affidabili sulla lunga distanza. Al termine della stagione 1991, dopo aver ottenuto il terzo titolo costruttori, la Jaguar si ritira dal campionato mondiale sport.
Nel 1992 la XJR-14 sbarca in America e prende parte ad alcune prove del campionato IMSA GTP, cogliendo due vittorie e buoni piazzamenti, a fine anno la Jaguar si classifica terza nel campionato marche.

## Riconversione
L'efficiente telaio della XJR-14 con tutte le sue innovazioni, una volta dismesso dal team Jaguar non va accantonato, ma viene ripreso in ben due occasioni.
Dopo l'entrata in vigore delle nuove motorizzazioni e la conseguente messa al bando dei motori delle vecchie Gruppo C, la Mazda non può più schierare vetture con motore rotativo, nel 1992 dopo aver ribattezzato il motore V10 Judd con il proprio logo acquista alcuni telai che la Jaguar aveva utilizzato l'anno prima, schierando nel mondiale sport la Mazda MXR-01, che in sostanza, non è altro che l'XJR-14 leggermente modificata.
Il telaio originale viene anche riconvertito in sport aperta nel 1995, infatti la TWR ricevette una commessa dalla Porsche per la realizzazione di due sport aperte, che la casa automobilistica tedesca intendeva schierare nell'allora nascente Campionato IMSA WSC, ma la presentazione dei regolamenti tecnici, poco favorevoli ai motori sovralimentati indussero la Porsche ad un repentino ripensamento. I due telai realizzati su base Jaguar XJR-14 e denominati TWR-Porsche WSC-95 furono poi venduti al Joest Racing che grazie ad essi vinse la 24 Ore di Le Mans 1996 e 1997.